# كوستانتين بيسكوف

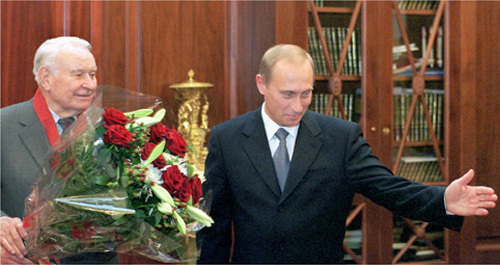
2000

كونستانتين بيسكوف، من مواليد 18 نوفمبر 1920 في موسكو في روسيا، وتوفي في 6 مايو 2006، لاعب كرة قدم سوفيتي سابق، ومدرب كرة قدم سوفيتي سابق.
درب منتخب الاتحاد السوفيتي لكرة القدم.

## وصلات خارجية
- كوستانتين بيسكوف على موقع الاتحاد الدولي (مؤرشف)  (الإنجليزية)
- كوستانتين بيسكوف على موقع قاعدة بيانات كرة القدم.إي يو (الإنجليزية)
- كوستانتين بيسكوف على موقع ناشيونال فوتبول تيمز (الإنجليزية)
- كوستانتين بيسكوف على موقع أوليمبيديا (الإنجليزية)

قالب:تشكيلة الاتحاد السوفيتي في بطولة أمم أوروبا 1964
قالب:تشكيلة الاتحاد السوفيتي في كأس العالم 1982